# 韋斯特菲爾德鎮區 (費耶特縣)
韦斯特菲尔德鎮區（Westfield Township），美国艾奥瓦州费耶特县的一个鎮區，总面积91.7平方公里，总人口297（2010年美国人口普查）。